# Mathieu Lehanneur
 (avril 2015).
Mathieu Lehanneur,  né le 29 août 1974 à Rochefort-sur-Mer, en Poitou-Charentes, est un designer français.  

## Biographie
Il est diplômé en 2001 par l’École nationale supérieure de création industrielle, à Paris.
Son projet de fin d'études « Objets thérapeutiques », un travail sur l’ergonomie des médicaments, intègre la collection permanente du MoMA à New York.
Après avoir obtenu son diplôme, il ouvre son propre studio à Paris en 2001, où il vit et travaille.
En 2008, un des prix « Invention Award » est décerné par le magazine Popular Science, à Andrea, son purificateur d'air intérieur, créé en partenariat avec l'Université de Harvard et basée sur des études de la NASA.

## Carrière et réalisations
Mathieu Lehanneur a conçu plusieurs projets pour des marques issues de différents domaines (luxe, mobilier urbain, sport, parfumerie, spiritueux, hôtellerie…). 
En 2009, Mathieu Lehanneur donne une conférence lors d'un TEDGlobal. 
En 2010, Mathieu Lehanneur créé le Studio 13/16, un espace pour les adolescents, réservé uniquement à la création au Centre Pompidou. 
La même année, il obtient, avec Claude Aïello, le Prix Liliane Bettencourt pour l'Intelligence de la main - Dialogues pour l’œuvre L’Âge du monde - Jarres démographiques. 
Il réalise également des projets pour des édifices tels que l'église Saint-Hilaire de Melle (Deux-Sèvres), en 2011, où il a réaménagé le chœur ; un lustre en LEDs et en tubes de verre borosilicate pour le Château Borély à Marseille au Musée des Arts décoratifs, de la Faïence et de la Mode. 
La même année[Quand ?], Mathieu Lehanneur participe à un projet humanitaire pour la communauté de Moretele (Afrique du Sud). Initié par un groupe d'étudiants de Harvard qui suivaient le cours du fondateur des ArtScience Labs et professeur à l’Université Harvard, David Edwards. Ce dernier fait appel à Mathieu Lehanneur et à Julien Benayoun pour réaliser le CellBag. Inspiré par la façon dont les cellules biologiques transportent l'eau et nutriments, le CellBag a pour objectif d’améliorer le transport de l’eau potable.    
En 2012, il participe au Design Indaba Conférence Afrique du Sud en 2012.   
Le 13 décembre 2012, il réalise une œuvre pour le service des soins palliatifs intitulé 'Demain est un autre jour' pour l'hôpital des Diaconesses Croix Saint-Simon à Paris.
Il collabore également avec Ana Moussinet (architecte d'intérieur) pour aménager l'Electric, un espace culturel parisien, en créant une forêt sonique.   
En 2014, il réalise Honeycomb, un espace propice aux échanges scientifiques, intellectuels et artistiques, pour l'espace multiculturel Café ArtScience à Boston aux États-Unis.     
Ses œuvres figurent dans les collections permanentes du MoMA,  à New York aux États-Unis, du Centre Pompidou, à Paris en France, du Musée des Arts Décoratifs (Paris), de la fondation d'art contemporain Frac Ile-de-France et du Design Museum à Gand en Belgique. 
En 2014, il remporte le projet de rénovation du Grand Palais, en partenariat avec la société internationale de l'architecture LAN.
En 2015, a été nommé chef designer de Huawei.
Il présente en 2019, la série Ocean Memories à Venise. Elle comporte une série de pièces, dont des tables et des tabourets, travaillés à partir de marbre et de granite vert.
Il est classé parmi les cent designers qui comptent, selon les magazines Wallpaper et Surface.
Mathieu Lehanneur est décrit par Paola Antonelli, conservatrice de l'architecture et du design au musée d'art moderne de New York, dans le magazine Wallpaper et Surface, dans la rubrique des "100 World top designers and influencers", comme « un champion de l'agilité intellectuelle de la conception d'aujourd'hui ».
Il est le concepteur, avec le parrainage et partenariat d'EDF, de la vasque olympique et de la torche des JO de 2024 à Paris,.
Il a reçu le Grand prix 2024 de l'Académie de Saintonge.

## Décoration
- Chevalier de la Légion d'honneur (2025), au titre de « designer de la torche et de la vasque des jeux Olympiques et Paralympiques de Paris 2024 ; 23 ans de services »[22].